# Испанско-казахстанские отношения
Казахстанско-испанские отношения — двусторонние дипломатические отношения между Республикой Казахстан и Королевством Испания.
Дипломатические отношения были установлены 11 февраля 1992 года. В январе 1999 года было открыто посольство Казахстана в Испании. В июне 1999 года открыто посольство Испании в Казахстане.

## История
Испания является одним из ключевых партнёров Казахстана в Европе. Начиная с 1994 года состоялся ряд визитов и встреч на высшем уровне.
В августе 2001 года король Испании Хуаном Карлосом I совершил частный визит в Казахстан, который длился 8 дней. Перед отъездом король провёл встречи с президентом Казахстана Нурсултаном Назарбаевым и членами казахстанского правительства.
17 декабря 2001 года президент Казахстана Нурсултан Назарбаев совершил рабочий визит в Испанию, во время которого встретился с королём Испании Хуаном Карлосом I и председателем правительства Испании Хосе Марией Аснаром. Во время визита стороны договорились о выделении Казахстану кредитной линии на осуществление двух социальных проектов — запуск скоростного поезда между городами Астана и Алматы и внедрение городской системы утилизации бытовых отходов в Астане.
21-23 мая 2004 года президент Казахстана Нурсултан Назарбаев по приглашению короля Хуана Карлоса I посетил Испанию по случаю бракосочетания принца Астурийского Филиппа с Летисией Ортис Роксолано. 1-5 сентября 2004 года король Хуан Карлос I по приглашению Назарбаева совершил рабочий визит в Казахстан с целью развития двусторонних отношений двух стран.
25-26 сентября 2006 года Нурсултан Назарбаев совершил рабочий визит в Испанию. Президент Казахстана встретился с королём Хуаном Карлосом I в его резиденции «Сарсуэла». Были обсуждены вопросы укрепления двусторонних отношений и развития экономического сотрудничества. Испанский король подтвердил поддержку своей страны кандидатуре Казахстана на председательство в ОБСЕ в 2009 году.
Последний визит президента Казахстана Назарбаева в Испанию состоялся в феврале 2013 года.
Король Испании Филипп VI посетил Казахстан с визитом в июне 2017 года, в рамках которого он принял участие в церемонии открытия выставки ЭКСПО-2017 в Астане.
15-16 декабря 2019 года состоялся визит в Мадрид министра иностранных дел Казахстана Мухтар Тлеуберди для участия в XIV-ом совещании министров иностранных дел Форума «Азия-Европа» (СМИД АСЕМ). В период пандемии поддерживались двусторонние телефонные контакты между министрами иностранных дел двух стран. 5-6 июля 2021 года состоялся официальный визит министра иностранных дел Казахстана Мухтара Тлеуберди в Испанию.

## Межпарламентское сотрудничество
16-17 июля 2017 года состоялся рабочий визит в Астану председателя Конгресса депутатов Королевства Испания Анны Пастор.
23-24 сентября 2019 года состоялся визит председателя комитета по международным делам Сената Испании Антонио Гутьерреса в Нур-Султан для участия в IV совещании спикеров парламентов Евразии.
8 сентября 2021 года в Вене, в рамках V всемирной конференции спикеров парламентов, состоялась встреча председателя Мажилиса парламента Казахстана Нурлана Нигматулина со спикером Конгресса депутатов Испании Меричель Батет.
29 ноября 2021 года в Мадриде прошли межпарламентские консультации между членами комитетов по международной политике двух стран. Испанскую сторону представлял Пау Мари-Клосе, казахстанскую — Мухтар Ерман.
18-22 ноября 2022 года в Мадриде депутат Сената Парламента Казахстана Нуржан Нурсипатов и депутат Мажилиса Парламента Казахстана Бахытбек Смагул приняли участие в очередной сессии Парламентской ассамблеи НАТО.

## Договорно-правовая база
Подтверждением особого статуса казахстанско-испанских отношений является договор о стратегическом партнёрстве от 2 июля 2009 г.
Также между странами заключены ряд договоров, соглашений и конвенций:
- о поощрении и взаимной защите инвестиций;
- о сотрудничестве в области экономики и промышленности;
- о сотрудничестве в области культуры, образования и науки;
- об избежании двойного налогообложения и предотвращении уклонения от налогообложения в отношении налогов на доход и на капитал;
- о взаимной правовой помощи по уголовным делам.

Испания является первой страной-членом ЕС, с которой заключён весь пакет договоров о сотрудничестве в уголовно-правовой сфере.

## Торгово-экономические отношения
Ключевыми механизмами торгово-экономического сотрудничества являются Казахстанско-испанская межправительственная комиссия по сотрудничеству в области экономики и промышленности и Деловой совет «Казахстан-Испания».
За январь-декабрь 2022 год товарооборот между Казахстаном и Испанией составил 2,59 млрд долларов США (экспорт из Казахстана — 2,32 млрд, импорт в Казахстан — 270,7 млн).
Основные статьи казахстанского экспорта: нефть и её производные, медь, свинец, изделия из железа и стали, зерно. Основные статьи казахстанского импорта: машиностроительное и электротехническое оборудование, изделия из металлов, текстиль, обувь, эфирные масла, продукция химической и фармацевтической отрасли, парфюмерия.
По состоянию на 2019 год валовый приток прямых инвестиций из Испании в Казахстан составил 457,4 млн долларов США, валовый отток прямых инвестиций в экономику Испании — 70,2 млн долларов США.
По состоянию на 1 января 2020 года в Казахстане было зарегистрировано 95 предприятий с участием испанского капитала, включая 36 совместных предприятий, из которых 54 действующие (СП — 12, с иностранным участием — 42).
На казахстанском рынке присутствуют такие известные испанские компании, как Airbus Defence and Space (поставки военно-транспортных самолетов), Maxam (производство взрывчатых веществ), «Тальго» (железнодорожный транспорт и инфраструктура), Indra (информационные технологии военного и гражданского применения), IDOM (инжиниринг), Eurofinsa (гражданское строительство), Grupo Anka (строительство, переработка отходов), Tecnove Security (оборудование для безопасности, военно-технического и гражданского сектора), Inditex, Pronovias, Tendam, Desigual, Mango (розничная торговля и франшиза) и др.
16-18 января 2020 года состоялся визит министра торговли и интеграции Казахстана Бахыта Султанова в город Мадрид с целью обсуждения широкого круга вопросов двустороннего торгово-экономического сотрудничества, а также многостороннего характера. В частности, отмечены тенденция увеличения товарооборота, важность продвижения несырьевых секторов, интенсивность развития связей между бизнес-кругами двух стран и перспективы реализации новых проектов в сфере сельского хозяйства, водных ресурсов, переработки отходов и фармацевтики.
1 сентября 2021 года в Астане состоялось подписание соглашения о покупке двух самолётов Airbus A400M, а также меморандума по созданию технического сервисного центра по обслуживанию военных и гражданских самолётов на территории Центральной Азии.

## Культурно-гуманитарное сотрудничество
В сентябре 2013 года, в рамках визита председателя правительства Испании Мариано Рахоя в Казахстан, прошла выставка картин испанских художников.
Резонанс в испанском обществе вызвала передача президентом Казахстана Нурсултаном Назарбаевым премьер-министру Испании Мариано Рахою архивных материалов об испанцах, заключённых КАРЛАГа. Казахстан стал первой страной бывшего СССР, которая осуществила официальную передачу архивных документов.
В 2014 году ассоциация Nexos при финансовой поддержке МИД РК сняла казахстанско-испанский документальный фильм об испанцах, заключённых КАРЛАГа — «Забытые в Караганде», который в 2015 году стал лучшим документальным фильмом на пяти международных кинофестивалях.
Развивается взаимодействие между учебными заведениями двух стран. В марте 2015 года в Евразийском национальном университете был открыт центр испанского языка имени Руи Гонсалеса де Клавихо. В 2019 году были заключены договора о сотрудничестве и обмене студентами между Мадридским автономным университетом, Мадридским университетом Комплутенсе и Казахским национальным университетом имени аль-Фараби. Докторанты казахстанского университета проходили зарубежную научную стажировку в Испании. Около 140 студентов из Казахстана прошли обучение в Кадисском университете.
В марте и октябре 2016 года в городах Барселона и Мадрид прошли циклы казахстанского кино, приуроченные к 25-летию независимости Казахстана.
В феврале 2017 года в Мадриде была организована торжественная презентация книги «Антология современной казахской поэзии» на испанском языке. Презентация была посвящена 25-летию установления дипломатических отношений между Казахстаном и Испанией. Перевод произведений казахстанских поэтов был осуществлен известным испанским поэтом, обладателем премии «Фастенрат» Хусто Хорхе Падроном. В июле 2018 года в Мадриде был подписан меморандум о сотрудничестве с печатным издательством «Visor-Libros» по публикации и распространению книги «Антология современной казахской поэзии» в испаноязычном мире, включая страны Латинской Америки, а также США.
В ноябре 2018 года в Мадриде, в рамках реализации программы «Рухани жангыру», состоялось открытие центра казахстанской литературы и искусства в библиотеке Испанского агентства по международному сотрудничеству в целях развития (AECID). Также прошли гастроли театра «Астана Опера» и концерт Казахского государственного академического оркестра народных инструментов имени Курмангазы в Национальной аудитории музыки.
30 апреля 2019 года, в одном из крупнейших частных культурных центров Испании «Общество изящных искусств» в Мадриде, при поддержке посольства Казахстана, состоялась премьера документальной трилогии «Equus: История лошади», снятого канадской съёмочной группой под руководством режиссёра, антрополога Найоби Томпсона и казахстанского продюсера, исследователя Нурбола Баймуханова.
27 сентября 2019 года в Мадриде при содействии посольства Казахстана в Испании в Институте Сервантеса была организована торжественная презентация книги «Антология современной казахской прозы» на испанском языке в рамках реализации программы «Рухани жангыру».
В 2019 и 2020 годах посольством Казахстана в Испании был организован ряд мероприятий, посвящённых 175-летию Абая Кунанбаева и 1150-летию Абу-Насыра аль-Фараби.
В 2021 году посольством Казахстана в Мадриде были проведены ряд имиджевых мероприятий, в честь 30-летия независимости страны: фонтан Сибелес был освещен в цвета флага Казахстана, почтовой компанией Correos выпущены памятные почтовые марки с логотипом памятной даты, проведена конференция о стране для истеблишмента Испании, проведена презентация переведённой на испанский язык книги Нурсултана Назарбаева «Эра независимости».
В 2022 году прошли циклы казахского кино в Центре изящных искусств в Мадриде.

## Списки послов

### Послы Казахстана в Испании
1. Алмаз Хамзаев (1998—2004)
2. Нурлан Даненов (2004—2008)
3. Ергали Булегенов (2008—2012)
4. Бакыт Дюсенбаев (2012—2018)
5. Константин Жигалов (27 апреля 2018—11 января 2023)
6. Данат Мусаев (11 января 2023—н. в.)

### Послы Испании в Казахстане
1. Хосе Антонио де Итурриага Барберан (1997—1999)
2. Франциско Паскуаль де ла Парте (1999—2005)
3. Сантьяго Чаморро-и-Гонсалес-Таблас[исп.] (2005—2008)
4. Альберто Антон Кортес (2008—2012)
5. Мануэль Ларротча Парада[исп.] (2012—2015)
6. Педро Хосе Санс Серрано (2015—2018)
7. Дэвид Артуро Каридо Томас (2018—2021)
8. Хорхе Урбиола Лопес де Монтенегро (2021—2024)
9. Луис Франсиско Мартинес Монтес (2024 — н. в.)